# Opacifrons sciaspidis
Opacifrons sciaspidis är en tvåvingeart som först beskrevs av Arnold Spuler 1924.  Opacifrons sciaspidis ingår i släktet Opacifrons och familjen hoppflugor.
Artens utbredningsområde är Idaho. Inga underarter finns listade i Catalogue of Life.